# أدوار مونیه
أدوار مونیه (فرانسوی: Édouard Meunier‎؛ زادهٔ ۱۸۹۴) دوچرخه‌سوار اهل فرانسه است.